# Prasugrel
Prasugrel (nome commerciale Effient negli USA e Efient nell'Unione Europea) è un inibitore dell'aggregazione piastrinica che agisce sul recettore piastrinico per l'ADP, sviluppato dalla casa farmaceutica Daiichi Sankyo Co., prodotto dalle Ube ed attualmente commercializzato negli USA in cooperazione con Eli Lilly and Company. Il prasugrel rientra nella categoria delle tienopiridine, una classe di antagonisti dell'ADP, come la ticlopidina ed il clopidogrel. Questi agenti riducono l'aggregazione delle piastrine legandosi irreversibilmente al recettore P2Y12 per l'adenosina difosfato. Il Prasugrel è stato approvato dall'EMEA per l'impiego clinico in Europa nel febbraio 2009. Il 10 luglio 2009 la Food and Drug Administration (FDA) ha approvato l'uso del Prasugrel per la riduzione degli eventi trombotici cardiovascolari (compresa la trombosi degli stent) nei pazienti con sindrome coronarica acuta, che sono stati sottoposti ad angioplastica coronarica urgente.

## Farmacologia

Attivazione del prasugrel (alto a sinistra) al metabolita attivo (alto a destra). Il primo step è l'idrolisi, catalizzata da esterasi, il tautomero del prodotto è quindi ossidato dal citocromo P450 a dare il prodotto attivo.

Il prasugrel è un profarmaco. Somministrato per via orale, deve essere idrolizzato ad opera delle esterasi intestinali e successivamente trasformato nel metabolita attivo mediante ossidazione ad opera del citocromo P450.

## Dosaggio
Il prasugrel è disponibile in compresse da 5 e da 10 mg. La dose di carico è di 60 mg, alla quale deve fare seguito una dose di mantenimento di 10 mg/die. Nei pazienti di peso inferiore a 60 kg la dose raccomandata è di 5 mg/die.
Il prasugrel deve essere associato ad ASA (75–325 mg/die).

## Studi clinici
Lo studio TRITON-TIMI 38, finanziato da Daiichi Sankyo Co., condotto su 13608 pazienti con sindrome coronarica acuta sottoposti ad angioplastica urgente, ha confrontato il prasugrel ed il clopidogrel, entrambi in associazione con aspirina. A distanza di 15 mesi di follow-up, nel gruppo trattato con prasugrel, l'endpoint primario (morte da cause cardiovascolari, infarto miocardico non fatale ed ictus non fatale) si è verificato nel 9.9% dei pazienti, rispetto al 12.1% rilevato nei pazienti trattati con clopidogrel. Questa differenza, statisticamente significativa (p>0,001), era dovuta soprattutto ad una riduzione degli episodi non fatali di infarto miocardico, mentre nessuna differenza significativa è stata riscontrata nella incidenza di ictus e di mortalità cardiovascolare. La trombosi dello stent si è osservata nell'1.1% dei pazienti con prasugrel contro il 2.4% di quelli trattati con clopidogrel. Nel gruppo trattato con prasugrel, è stato tuttavia anche osservato un incremento dell'incidenza dei sanguinamenti maggiori(1.4%, rispetto allo 0.9% nel gruppo del clopidogrel) e fatali (0.4% contro 0.1%)..
Sul New England Journal of Medicine è pertanto stato pubblicato un editoriale che afferma: «Nello studio TRITON–TIMI 38, per ogni morte dovuta a cause cardiovascolari evitata dall'uso del prasugrel, si verifica con lo stesso farmaco un evento emorragico fatale».
Nei pazienti con sindrome coronarica acuta sottoposti ad angioplastica percutanea (PCI), l'uso del prasugrel è associato ad un'incidenza minore di eventi ischemici, ed è stato particolarmente efficace in alcuni sottogruppi di pazienti, come quelli con diabete mellito. Comunque, l'efficacia del prasugrel è gravata da una maggiore incidenza di eventi emorragici specialmente nei pazienti di età ≥75 anni, in quelli con peso <60 kg ed in quelli con storia di ictus o attacco ischemico transitorio (TIA), nei quali l'incidenza di sanguinamento maggiore ammontava al 13,4%. Una dose minore di prasugrel negli ultrasettantacinquenni ed in quelli di peso inferiore a 60 kg potrebbe ridimensionare il rischio di sanguinamento (a tal proposito nuovi dati sono necessari); il prasugrel è controindicato nei pazienti con storia di ictus o TIA.
Nello studio è infine emerso un aumento dei casi di tumore (frequenza dei nuovi casi di cancro 1,6% nei trattati con prasugrel rispetto a 1,2% nei trattati con clopidogrel). Tale dato sembra essere tuttavia dovuto al caso, ma occorrono studi approfonditi al riguardo.